# ジョン・ホートン・コンウェイ
ジョン・ホートン・コンウェイ（John Horton Conway, 1937年12月26日 - 2020年4月11日）はイギリスの数学者。プリンストン大学名誉教授。

## 経歴
イギリス、リヴァプールに生まれる。ケンブリッジ大学で数学を学び、1959年に学士号を取得。その後、ハロルド・ダヴェンポートのもとで数論を研究し、1964年に博士号を取得した。1981年王立協会フェロー選出。
2020年4月11日、2019新型コロナウイルス（SARS-CoV-2）による急性呼吸器疾患（COVID-19）が原因で死去。82歳没。

## 仕事
コンウェイ群の発見 (1968)、ライフゲームの考案 (1970)、超現実数の発明 (1970)、巨大数のコンウェイ記法の発明などで知られる。エルデシュ数は 1。著名な弟子にはリチャード・ボーチャーズ、ロバート・ウィルソンがいる。

## 受賞
- ベリック賞（ロンドン数学会）(1971年)
- ポリヤ賞（ロンドン数学会）(1987年)
- フレデリック・エッサー・ネンマーズ数学賞(1998年)
- スティール賞（アメリカ数学会）(2000年)

## 著書

### 原著
- Regular machines and regular languages (1970)
- On numbers and games (1976)
- Winning ways for your mathematical plays (1982) Berlekamp E. R.; Guy, R. K. との共著
- Sphere packings, lattices and groups (1988) Sloane, N.J.A. との共著
- The book of numbers (1982) Guy, R. K. との共著
- On Quaternions and Octonions (2003) Smith D.A. との共著
- The Symmetries of Things (2008) Heidi Burgiel; Chaim Goodman-Strass との共著

### 邦訳
- 『数の本』 R.K.ガイ との共著、根上生也訳、シュプリンガー・フェアラーク東京 、2001年12月 ISBN 4431707700
- 『素数が香り、形がきこえる』 細川尋史訳、シュプリンガー・フェアラーク東京、2006年7月 ISBN 4431712089
- 『四元数と八元数　幾何，算術，そして対称性』 D.A.スミス との共著、山田修司訳、培風館、2006年11月 ISBN 4563003697